# Guardians of Ga'Hoole: The Outcast
 Guardians of Ga'Hoole: The Outcast  è un romanzo fantasy per ragazzi del 2005 di Kathryn Lasky. È l'ottavo libro della collana de I guardiani di Ga'Hoole ed è il seguito de Guardians of Ga'Hoole: The Hatchling. In Italia è ancora inedito.

## Trama
Nyroc vola via alla ricerca di una cavità e, proprio mentre sta per atterrare ad Ambala, alcuni allocchi della Lapponia, Silvertip, Ortensia (chiamata così in onore della famosa Ortensia) e Tup, piombano giù e gli dicono che non è il benvenuto in quanto figlio di Nyra, la cui somiglianza è immediatamente evidente, ma alla fine, dopo qualche supplica, gli allocchi permettono a Nyroc di rimanere per qualche notte. Prima di andarsene, lo avvisano che la cavità in cui alloggia è infestata dallo scrum di un gufo pescatore bruno di nome Simon, ucciso in precedenza da Kludd, e gli raccontano che Gwyndor, l'amico fabbro solitario di Nyroc, si trova nell’Aldilà dell’Aldilà e che circolano voci secondo cui Nyra si sta preparando a riorganizzare gli eserciti di Kludd e sta radunando stormi di mercenari e fabbri solitari. Quando se ne va tre giorni dopo, Nyroc fissa il proprio riflesso in un lago. Vedendo quanto assomiglia a sua madre, decide di rinnegare il proprio nome.
Più tardi, trova un sicomoro su cui riposare, dove incontra Slynella e Stingyll, i Serpenti Volanti di Ambala. Inizialmente, li scambia per emissari dei Puri, ma lo informano di essere stati inviati da Nebbia, l'originale Ortensia. Poi scopre anche che un tempo avevano aiutato a salvare Soren, suo zio. I serpenti lo guidano al nido di Zan e Streak, dove vive Nebbia, che gli consiglia di viaggiare nell'Aldilà dell’Aldilà per dimostrare il suo valore, ma anche di prendersi il tempo necessario e di rimanere con loro per un po' per prepararsi al viaggio. Nebbia racconta a Nyroc la storia di Soren e della sua Banda, e le leggende di Ga'Hoole, infine gli consiglia di scegliere un nuovo nome, e lui sceglie "Coryn" ("Nyroc" al contrario).
Dopo un mese trascorso nel nido delle aquile, Coryn decide di andarsene e completare il suo viaggio verso l'Aldilà dell'Aldilà. Nebbia parla con lui prima di andarsene, dandogli la notizia che i Puri stavano di nuovo rubando uova tra il confine di Velargento e la Foresta delle Ombre, forse schiudendole nell'Ovarium di Sant’Aegolius, il loro attuale quartier generale. Lo informa anche che uno dei luogotenenti più importanti di Nyra è in fuga dai Puri e Coryn sospetta che possa trattarsi di Uglamore, che non è mai stato pienamente leale né a Kludd né a Nyra.
Coryn si ritrova a volare sopra le Lande, quando sente per caso la stessa famiglia di civette delle tane che aveva incontrato in precedenza scambiarlo per Nyra. La figlia, Kalo, stava raccontando ai suoi genitori, Myrtle e Harry, di aver visto Coryn, il quale non è stato affatto ostile con lei. Coryn li ha anche sentiti parlare del loro uovo scomparso, che decide di recuperare travestendosi da hagsfiend.
Avvicinandosi alla cavità dove sono conservate le uova, scopre che sono sorvegliate da tre reclute, tra cui un gufo di nome Flint. Coryn scende dal cielo, spacciandosi per l’hagdemon di Nyra, venuto a maledirli per la loro disobbedienza. La cosa funziona immediatamente e i gufi lasciano la loro postazione, dandogli l'opportunità di salvare l'uovo delle civette delle tane.
Coryn restituisce l'uovo alla famiglia di Kalo, che, nonostante la paura iniziale, lo accolgono nella loro tana. L'uovo si schiude e la famiglia dà al piccolo il nome di Coryn, soprannominato Cory. Rimane con la famiglia per un po', imparando le loro usanze, finché non riparte per l'Aldilà dell'Aldilà.
Coryn raggiunge presto l'Aldilà dell'Aldilà, dove osserva i minatori ribelli e i meta-lupi a caccia. Si rende conto che queste sono le creature che ha visto nel fuoco durante la Cerimonia Finale di suo padre. Quando i meta-lupi abbattono un cervo, Coryn decide di nutrirsene anche lui e lì incontra un corvo che gli racconta di Hamish, un meta-lupo rosicchiatore, e della gerarchia dei meta-lupi, prima di spiegare che gli uccelli mangiano sempre per ultimi. Aggiunge inoltre che, per quanto l'Aldilà sia senza legge, vige un codice d’onore.
Coryn osserva poi i meta-lupi abbattere un alce, ma la carcassa viene rubata da un orso grizzly. Coryn si avvicina e inizia a mangiare con l'orso, facendo attenzione a non avvicinarsi alla sua porzione. Gli altri meta-lupi si avvicinano lentamente e Coryn si assicura che anche Hamish possa mangiare con loro, sancendo un’alleanza tra i meta-lupi e gli orsi.
Nel frattempo, al Grande Albero, Otulissa decide di viaggiare nell'Aldilà dell'Aldilà, in cerca di risposte dopo un incontro con lo scrum di Strix Struma, in un luogo in cui nessun Guardiano di Ga'Hoole era mai giunto prima. Lì incontra Gwyndor, che la presenta al Clan MacDuncan.
Tornata a Velargento, Nyra uccide la Fabbra Solitaria di Velargento e ne assume l'identità, poi si mette alla ricerca di Mags l’Ambulante nella sua tana, ma trova solo la sua assistente, Bubbles. Tuttavia, sfruttando l’ingenuità di Bubbles, Nyra riesce scambiare una delle opere d'arte d'argento della Fabbra, insieme a un paio di pinze, con una serie di dipinti raffiguranti gli occhi verdi degli Altri. Quando Mags torna, si arrabbia con Bubbles e sospetta che sia successo qualcosa alla vera Fabbra.
Nell'Aldilà dell'Aldilà Coryn viene a conoscenza della Sacra Guardia (un’organizzazione costituita da meta-lupi rosicchiatori), di cui Hamish voleva farne parte. Più tardi Coryn vola alto come vedetta finché non raggiunge il territorio dei MacHeath, un pericoloso gruppo di meta-lupi terribili che non sono di nobile nascita come i MacDuncan, motivo per cui ai loro meta-lupi rosicchiatori è normalmente vietato unirsi alla Guardia. Tra di loro c’è Cody, un cucciolo di meta-lupo mutilato intenzionalmente per farne un membro della Sacra Guardia. Coryn viene invitato al raduno dei due clan di meta-lupi come ospite.
Al loro incontro, o Gadderheal, viene rivelato che i MacHeath avevano ricevuto in dono dei dipinti con gli occhi verdi. Coryn guarda nel fuoco al centro di una grotta e vede Nyra, vestita da Fabbra Solitaria, capendo che è stata lei a portare quei doni. Più tardi, incontra finalmente Otulissa e Gwyndor, che spiega a entrambi della vista di fuoco di Coryn, e Otulissa capisce che i canti del Ciclo del Fuoco potrebbero aver prefigurato il recupero della Brace di Hoole da parte di Coryn. Otulissa, essendo una raccoglitrice di carbone, decide di insegnare a Coryn a recuperare i carboni ardenti.
Intanto Fengo, l’attuale capo della Guardia, permette ad Hamish di unirsi al suo gruppo e gli viene assegnato un guardiano della taiga, Banquo, per insegnargli le loro usanze. In seguito, Otulissa inizia le sue lezioni di raccolta del carbone a Coryn, con ottimi risultati. Guardando nei carboni che ha catturato, Coryn ha due visioni: una su Nyra, che incontra di nuovo i McHeath, e una sulla Brace di Hoole.
Nel frattempo, Nyra cerca di convincere i MacHeath a stringere un'alleanza con i Puri e li inganna facendogli credere che Re Hoole avesse destinato loro a diventare i meta-lupi della Guardia e non i MacDuncan. Tutti le credono, tranne Gyllbane, la madre di Cody. Dunleavy B., il capo dei MacHeath, stringe un Patto di Sangue con Nyra, forgiando la loro alleanza. Nyra promette loro che riporterà la Brace di Hoole ai MacHeath e che ucciderà Coryn.
Una volta rimasto solo, Coryn viene nuovamente avvicinato dallo scrum di Strix Struma, che lo avvisa di recuperare la Brace di Hoole prima che lo faccia Nyra. Presto Coryn viene avvertito da Gyllbane, che ha tradito il suo clan, del piano di Nyra di ucciderlo. Così il giovane barbagianni si precipita a recuperare la Brace.
Coryn percorre il Sacro Anello dei Vulcani e individua la Brace di Hoole all'interno di un vulcano noto come Monte Hrath'ghar. Non appena recupera la Brace, tutte le creature intorno a Coryn iniziano ad esultare, esclamando: "Lunga vita a Coryn, il Re!". Poco dopo Nyra si lancia all'attacco, ma fortunatamente, Uglamore e Doc Finebeak si mettono in mezzo e aiutano Coryn, che cerca di spingere Nyra tra le fauci del meta-lupo. Tuttavia lei riesce a fuggire e a far finire Uglamore tra le fauci del meta-lupo. Dopo la sua morte, Coryn ordina ai Fabbri Solitari di bruciare il suo corpo con i loro carboni ardenti, in segno di rispetto. Dopo il recupero della Brace, i meta-lupi della Sacra Guardia guariscono e Coryn, dopo aver salutato Hamish e Gyllbane, parte con Otulissa per il Grande Albero di Ga'Hoole.
Arrivati lì, vengono convocati, assieme allo Stormo degli Stormi nella Sala del Parlamento. Boron e Barran, ormai anziani e morenti, rivelano che, una volta recuperata la Brace di Hoole, gli attuali monarchi del Grande Albero sarebbero morti. Dopo la loro morte, Soren torna nella sua cavità dalla sua nuova compagna, Pellimore, che sta covando una covata di uova. Quando Ezylryb entra per controllare la famiglia, Soren esce dalla cavità e finalmente incontra suo nipote, il nuovo re, e lo riconduce al Grande Albero.